# Rhondalee Braithwaite-Knowles
Rhondalee Braithwaite-knowles, OBE là luật sư của Quần đảo Turks và Caicos, là hòn đảo đầu tiên có chức vụ Tổng chưởng lý của Lãnh thổ hải ngoại thuộc Anh. Bà được bổ nhiệm vào năm 2014, với sự nghiệp là một giáo viên và luật sư Crown.

## Đầu đời
Rhondalee Moreen Braithwaite được sinh ra trên đảo Grand Turk với tên gọi Susan (nhũ danh Fulford) và Frederick Braithwaite, là đứa con thứ hai trong số sáu anh chị em.  Cha bà là người Barbadian, người đã di cư đến Thổ Nhĩ Kỳ và Caicos và làm cảnh sát. Mẹ bà đến từ Nam Caicos và được thuê làm Người đăng ký đất đai. Ngay từ khi còn nhỏ, Braithwaite đã muốn học luật và hoàn thành chương trình giáo dục trung học của mình tại trường trung học Turks và Caicos.

## Sự nghiệp
Trong hai năm sau khi học xong trung học, Braithwaite dạy lớp hai tại Học viện Cơ đốc Grand Turk, trước khi quyết định học thêm. Cô tiếp tục học tại Đại học Tự do ở Lynchburg, Virginia, lấy bằng về chính phủ và lịch sử và sau đó quay trở lại Grand Turk để dạy lớp thêm hai năm. Quyết định không muốn trở thành giáo viên, bà tiếp tục học, đăng ký vào trường luật tại Đại học West Indies (UWI), Cave Hill Campus. Braithwaite có bằng Cử nhân Luật tại UWI trước khi theo đuổi chứng chỉ giáo dục pháp lý từ Trường Luật Eugene Dupuch ở Nassau.
Năm 2000, Braithwaite-knowles trở lại Quần đảo Turks và Caicos và bắt đầu làm việc cho chính phủ với tư cách là Luật sư Vương triều.  Trong vòng bốn năm, bà được bổ nhiệm làm Cố vấn cao cấp và đến năm 2006, bà được thăng chức làm Luật sư Thái tử với trách nhiệm giao dịch thương mại, giám sát các tài liệu phát triển, cho thuê, giấy phép và các thỏa thuận kinh doanh khác. Braithwaite-Knowles trở thành Phó Tổng chưởng lý vào năm 2008  và năm 2013, bà đã trở thành một sĩ quan của Huân chương Đế quốc Anh vì những đóng góp của mình cho cải cách dịch vụ công cộng. Khi Huw Shepheard hết làm việc, bà nộp hồ sơ cho vị trí Bộ trưởng Tư pháp trong năm 2014. Sau khi đã được sát hạch trong đó bao gồm các ứng cử viên từ nhiều điểm đến quốc tế, Braithwaite-Knowles được chọn làm quê hương đầu tiên sinh ra Tổng chưởng lý của người Thổ Nhĩ Kỳ và Caicos, đồng thời trở thành người phụ nữ đầu tiên và người trẻ nhất nắm giữ công việc này.  

## Cuộc sống cá nhân
Braithwaite kết hôn với Gary Knowles và cặp vợ chồng có một đứa con trai, Gary, Jr.

### Trích dẫn
1. 1 2 3 4 5  Turks and Caicos Weekly News 2015.
2. 1 2  The Guardian 2013.
3. ↑  Bajan Reporter 2014.
4. 1 2 3  Turks and Caicos Weekly News 2014.
5. 1 2 3  Turks and Caicos Islands Government 2014.
6. ↑  BBC 2017.